# Аспендос
Аспендос (др.-греч. Ἄσπενδος) — древний город, широко известный своим древним театром. Руины города находятся в деревне Белкис в 35 км от Анталии, неподалёку от Серика. Это был один из самых богатых городов Памфилии в южной части Турции.
В список всемирного наследия ЮНЕСКО Аспендос на данный момент не внесли. Он с 2015 года в заявке, в предварительном списке.

## История
Согласно легенде, город был основан прорицателем Мопсом или Полипетом после Троянской войны. Страбон приписывает его основание аргивянам. Во избежание набегов с моря, город был построен в 16 км от берега моря. Входил в состав Ликии, Персии, Афинского морского союза.
В 333 году до н. э. перешёл от персов к Александру Македонскому. Затем город был под властью державы Селевкидов, Пергамского царства, и наконец со II века до н. э. — римлян. В римский период город достиг наивысшего расцвета, и был в числе 3-х крупных городов Памфилии. Хороший климат и удобное местоположение способствовали быстрому развитию города и превращению его в один из крупнейших торговых центров. На берегах реки Эвримедон был создан порт, а в окрестностях разбили оливковые сады и виноградники. Знаменитейший портовый и торговый город занимался торговлей зерном, вином, украшениями и лошадьми. Скакуны Аспенда ценились во всём античном мире. В городе чеканили свою собственную серебряную монету.
В последующие столетия, уже во времена Византийской империи город пришёл в упадок. В VII веке этому способствовали набеги арабов.
В начале XIII века город был завоёван сельджуками, а в последующем пришёл в упадок и в конце концов прекратил своё существование.

## Достопримечательности
Одной из главных достопримечательностей Аспендоса является хорошо сохранившийся римский театр II века нашей эры, рассчитанный на 17 тысяч зрителей. Театр является старейшим и самым наглядным образцом римских театров в Анатолии, сохранившимся до наших дней со своей сценой. Его строительство было начато во времена Антонина Пия и завершено во времена Марка Аврелия архитектором Зеноном, сыном Феодора Аспендосского. Театр в Аспендосе лучше всего сохранился среди известных античных театров. Его сценический портал обладал богатым архитектурно-скульптурным убранством. Такая сохранность была обусловлена реставрацией при сельджуках и повторным использованием здания в качестве дворца при султане Алаэддине Кейкубате. 
В 2015 году театр внесён в список всемирного наследия ЮНЕСКО.
Чуть к северу от театра находится акрополь. На северо-западном склоне Акрополя начинается акведук, который является самым большим из сохранившихся акведуков в Малой Азии.
Также от времён сельджуков прекрасно сохранился мост (XIII в.), построенный на основании моста римского периода.